# كيتشي هارادا
كيتشي هارادا (باليابانية: 原田喜市) هو فارس ‏ ياباني، ولد في 30 نوفمبر 1972.

## وصلات خارجية
- كيتشي هارادا على موقع الاتحاد الدولي للفروسية (الإنجليزية)
- كيتشي هارادا على موقع FEI (رابط بديل) (الإنجليزية)
- كيتشي هارادا على موقع أوليمبيديا (الإنجليزية)